# Auliʻi Cravalho

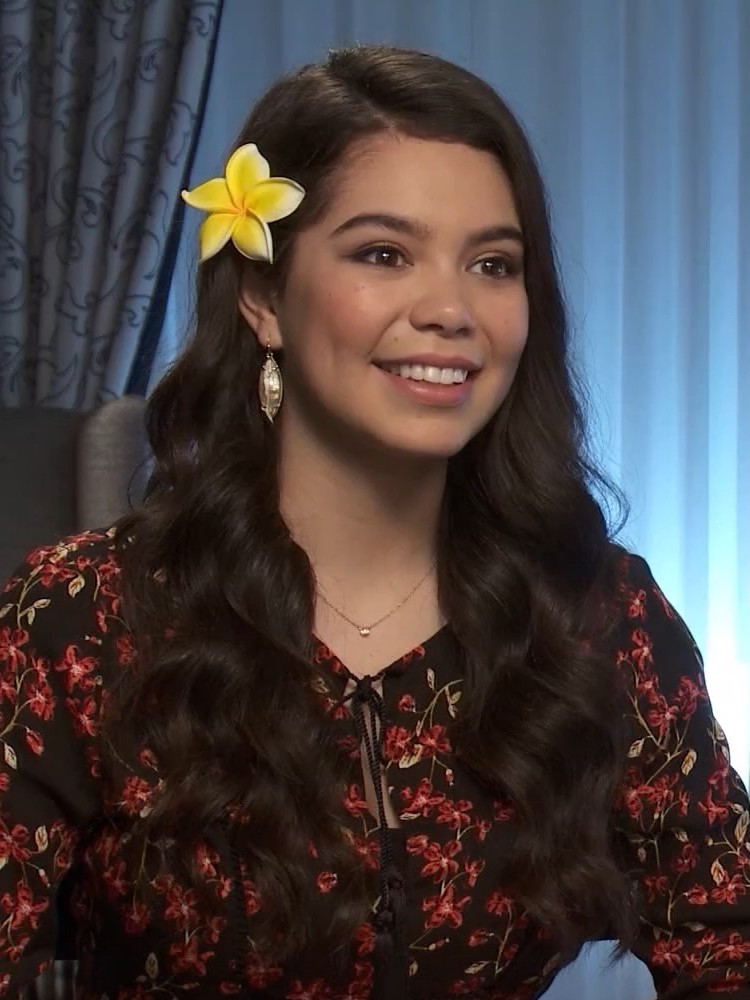
Auliʻi Cravalho (2017)

Chloe Auliʻi Cravalho (ur. 22 listopada 2000 w Kohala na Hawajach) – amerykańska aktorka i piosenkarka, która grała m.in. Vaianę / Moanę w filmie Vaiana: Skarb oceanu i innych produkcjach.

## Filmografia
| Rok  | Tytuł                      | Rola          | Uwagi                  |
| ---- | -------------------------- | ------------- | ---------------------- |
| 2016 | Vaiana: Skarb oceanu       | Vaiana (głos) | także hawajski dubbing |
| 2017 | Moana: Gone Fishing        | Vaiana (głos) | krótkometrażowy        |
| 2018 | Ralph Demolka w internecie | Vaiana (głos) | cameo                  |
| 2020 | Prawie jak gwiazda rocka   | Miya Miller   |                        |
| 2023 | Było sobie studio          | Vaiana (głos) | krótkometrażowy        |
| 2024 | Vaiana 2                   | Vaiana (głos) | także hawajski dubbing |

| Rok  | Tytuł                    | Rola            | Uwagi                    |
| ---- | ------------------------ | --------------- | ------------------------ |
| 2018 | Podnieś głos             | Lilette Suarez  | 10 odc.                  |
| 2019 | Weird City               | Rayna Perez     | 1 odc.                   |
| 2019 | The Little Mermaid Live! | Ariel           | film TV                  |
| 2019 | Elena z Avaloru          | Veronica (głos) | 1 odc.                   |
| 2020 | Acting for a Cause       | różne role      | 4 nagrane przedstawienia |

| Rok  | Tytuł                 | Rola          | Uwagi           |
| ---- | --------------------- | ------------- | --------------- |
| 2019 | Disney Magic Kingdoms | Vaiana (głos) | Gra mobilna     |
| 2020 | Day by Day            | Jade          | Podcast, 2 odc. |